# Monilinia linhartiana
Monilinia linhartiana är en svampart som först beskrevs av Prill. & Delacr., och fick sitt nu gällande namn av N.F. Buchw. 1949. Monilinia linhartiana ingår i släktet Monilinia och familjen Sclerotiniaceae.   Inga underarter finns listade i Catalogue of Life.